# Souto de Aguiar da Beira e Valverde
Souto de Aguiar da Beira e Valverde (oficialmente: União das Freguesias de Souto de Aguiar da Beira e Valverde) é uma freguesia portuguesa do município de Aguiar da Beira, com 21,68 km² de área e 363 habitantes (censo de 2021). A sua densidade populacional é 16,7 hab./km².

## História
Foi constituída em 2013, no âmbito de uma reforma administrativa nacional, pela agregação das antigas freguesias de Souto de Aguiar da Beira e Valverde.

## Demografia
A população registada nos censos foi:
| Distribuição da População por Grupos Etários | Distribuição da População por Grupos Etários | Distribuição da População por Grupos Etários | Distribuição da População por Grupos Etários | Distribuição da População por Grupos Etários | Distribuição da População por Grupos Etários |
| -------------------------------------------- | -------------------------------------------- | -------------------------------------------- | -------------------------------------------- | -------------------------------------------- | -------------------------------------------- |
| Antes da agregação                           |                                              |                                              |                                              |                                              |                                              |
| Ano                                          | 0-14 anos                                    | 15-24 anos                                   | 25-64 anos                                   | >= 65 anos                                   | Total                                        |
| 2001                                         | 73                                           | 73                                           | 277                                          | 149                                          | 572                                          |
| 2011                                         | 44                                           | 41                                           | 215                                          | 151                                          | 451                                          |
| Após a agregação                             |                                              |                                              |                                              |                                              |                                              |
| Ano                                          | 0-14 anos                                    | 15-24 anos                                   | 25-64 anos                                   | >= 65 anos                                   | Total                                        |
| 2021                                         | 19                                           | 31                                           | 176                                          | 137                                          | 363                                          |